# Das Ende (Denkmal)

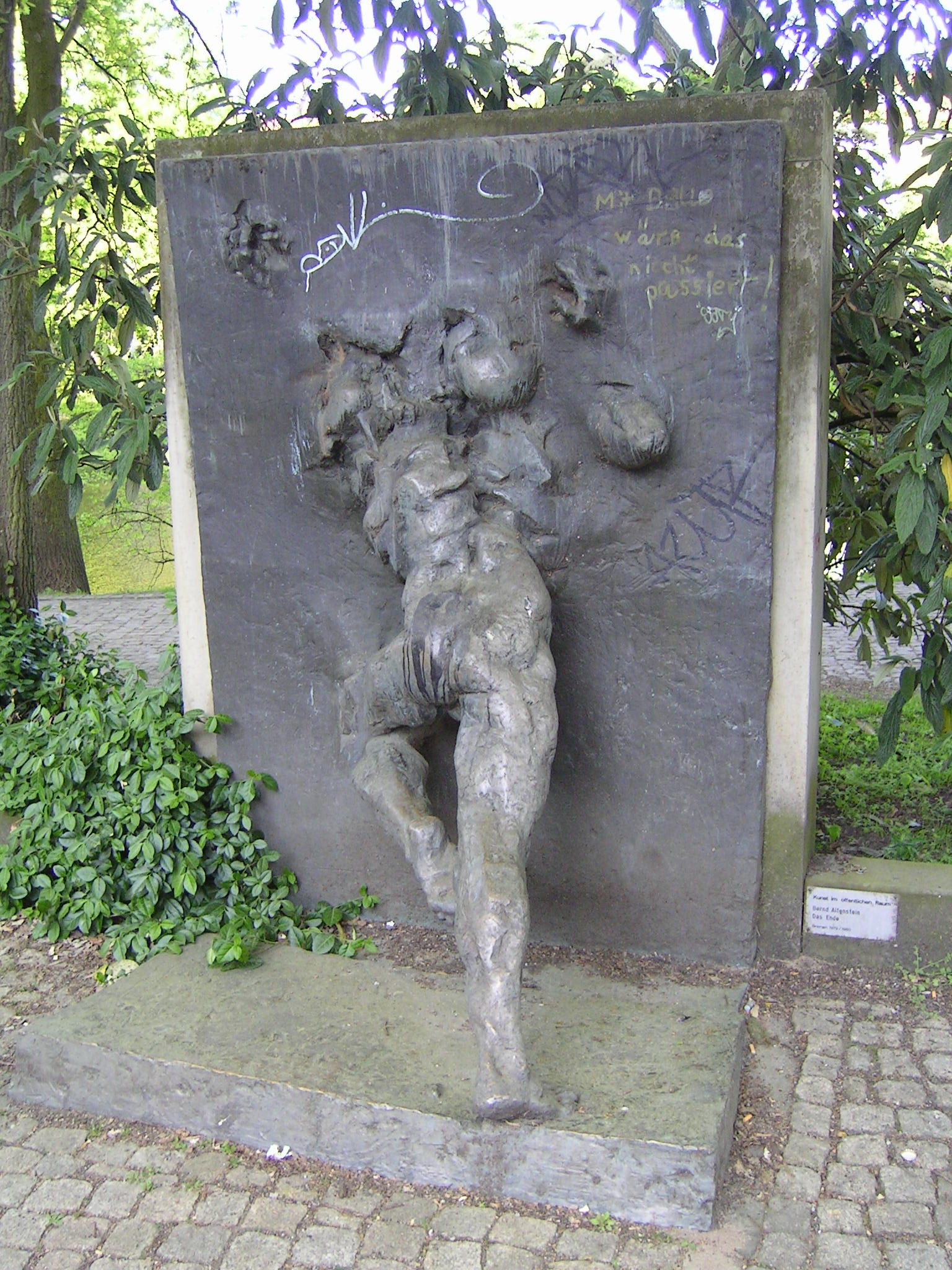
Das Ende

Das Denkmal Das Ende in den Bremer Wallanlagen in Bremen-Mitte wurde dort 1978 aufgestellt und wird in der Liste der Denkmale und Standbilder der Stadt Bremen geführt.
Das 1,5 × 2,0 Meter große Denkmal aus Bronze auf Stein entstand 1978  nach einem Entwurf vom Bildhauer Bernd Altenstein (* 1943). Es steht bei der Bischofsnadel, einem früheren Tor in der Bremer Stadtmauer.
Im Erläuterungstext der Liste der Bremer Denkmale steht dazu:
„Während die Menschen in den Wallanlagen dahinschlendern, treffen sie auf jemanden, der sich in Höhe der Bischofsnadel in Bremen - Mitte durch eine Wand stürzt. Die Art der Bewegung verrät, dass sich die Person schnell und kraftvoll bewegt und wie in einem großen Anlauf hinübergeht in einen anderen Raum, der nicht sichtbar ist. Der Titel der Bronzearbeit Das Ende lässt offen, um welches Ende es sich handelt.“
Zum Schmunzeln führte der doppeldeutigen Zusatz an der Skulptur von einem Unbekannten „Mit Brille wäre das nicht passiert“. 
Vom Bildhauer Altenstein stammen in Bremen u. a. auch die Denkmale Fietje Balge an der Balge, Waller Gespräche am Wartburgplatz in Walle, Vier Jahreszeiten im Bürgerpark, Brunnenskulptur in der Reeder-Bischoff-Straße und Unser Planet auf dem Domshof.